# Hemipterodes subnigrata
Hemipterodes subnigrata är en fjärilsart som beskrevs av W. Warren 1906. Hemipterodes subnigrata ingår i släktet Hemipterodes och familjen mätare. Inga underarter finns listade i Catalogue of Life.